# Thập niên 390
Thập niên 390 hay thập kỷ 390 chỉ đến những năm từ 390 đến 399.